# PlayStation Portable Go
PlayStation Portable go (abbreviata PSPgo) è la quarta versione di PlayStation Portable prodotta da Sony Interactive Entertainment ed è stata annunciata all'E3 2009 di Los Angeles con un video ufficiale di Sony.
Il 20 aprile 2011, Sony Interactive Entertainment ha annunciato di aver fermato la produzione della PSPgo per potersi concentrare al meglio sulla PlayStation Vita.

## Storia, lancio e commercializzazione
Presentata all'E3 2009, la nuova versione presenta caratteristiche diverse dalle altre precedenti. Il lettore UMD è stato sostituito dal supporto Bluetooth ed ha una memoria interna da 16 GB.
Tramite Bluetooth, la PSPgo può connettersi a internet sfruttando la connessione di un cellulare in qualsiasi luogo.
È entrata in commercio il 1º ottobre 2009 in Europa e Nord America ed il 1º novembre 2009 in Giappone. Contemporaneamente ad essa, la Sony ha messo in commercio sul Playstation Store una nuova categoria di giochi chiamata minis, in cui erano previsti ogni settimana nuovi mini-titoli che non superassero il limite dei 100 MB di dimensione e i 4,99 euro di costo per l'acquisto. I minis sono sviluppati anche da compagnie specializzate in giochi per smartphone come Fieldrunners, precedentemente pubblicati su iPhone. I Minis dal 17 dicembre 2009 sono giocabili anche su PlayStation 3, così come i classici PSOne.
La console rappresentò un autentico insuccesso commerciale per Sony, che attirò anche feroci critiche sulla particolare politica di limitazione imposte rispetto alle precedenti versione e all'alto prezzo di vendita e la produzione è stata interrotta il 22 aprile 2011.

## Caratteristiche tecniche
- Il peso della nuova PSP è di 158 grammi, cioè il 43% più leggera rispetto alla PlayStation Portable 3000 e meno pesante anche del Nintendo DSi che pesa circa 214 grammi.
- Il display è di 3,8 pollici contro i 4,3 dei modelli precedenti.
- La risoluzione è di 480 x 272 pixel.
- I pulsanti rimangono gli stessi, mentre i pulsanti L ed R sono stati di poco ridimensionati.
- È stata aggiunta una memoria flash interna da 16 GB.
- Dispone di una connettività Bluetooth oltre che il Wi-Fi. La connettività Bluetooth permette l'utilizzo del DualShock 3 come metodo di controllo.
- Microfono.
- Stereo speaker.
- Supporto M2.
- Possibilità di visualizzare file MP3 e MPEG-4.
- Possibilità di inserire immagini e video.
- Supporta file AVI.
- Adattatore USB.
- Adattatore AC.